# Beatriz Helena Robledo
Beatriz Helena Robledo (Manizales, Colombia, 8 de abril de 1958) es una escritora, investigadora y profesora colombiana especializada en el campo de la literatura infantil y juvenil.

## Vida profesional
Robledo nació el 8 de abril de 1958 en Manizales donde creció e hizo estudios de primaria y bachillerato. En 1976, viajó a San Paul, Minnesota, E.U. en un programa de intercambio estudiantil. En 1979, se trasladó a Bogotá y en 1992 se graduó del pregrado de Estudios Literarios de la Pontificia Universidad Javeriana. En 1996, recibió la Beca Colcultura de Investigación y en 1997 fundó la Asociación Taller de Talleres  y fue su directora durante más de quince años.
En el año 2000, se graduó de la Maestría en Literatura Hispanoamericana de la Pontificia Universidad Javeriana con la tesis El surgimiento de la literatura infantil colombiana en los espacios culturales, “un proyecto de investigación que exploraba el vacío historiográfico que existía sobre la literatura para niños y jóvenes en Colombia”. Ese mismo año, obtuvo la beca de estudios UNESCO en Investigación sobre Literatura Infantil otorgada por la Jugendbibliothek de Münich (Alemania) y en 2006 recibió la Beca de Investigación Fernando Charry Lara. 
Beatriz Helena Robledo también se ha dedicado a la docencia en la Cátedra de Literatura Infantil del departamento de Literatura de la Universidad Javeriana desde 2004. Ha elaborado guías de formación para bibliotecarios y guías de lectura para docentes. También ha trabajado para instituciones como la Fundación Pombo, Fundalectura, el Ministerio de Educación Nacional de Colombia, entre otros.
En 1986 fue Coordinadora de la Biblioteca Infantil de la Fundación Rafael Pombo. Fue subdirectora de Lectura y Escritura en CERLALC del 2006 al 2007 y subdirectora de la Biblioteca Nacional de Colombia del 2008 al 2010. Actualmente es directora del Consultorio Lector; programa de atención personalizada en lectura, escritura y literatura.
Fue jurado del Premio Casa de las Américas en literatura infantil y juvenil en 2009,  del IV Concurso de cuento RCN-Ministerio de Educación, y del Premio Iberoamericano de Literatura Infantil y Juvenil en dos ocasiones: 2006 y 2009; entre otros.  Ha sido invitada y ponente en diversas ferias del libro internacionales como la Feria Internacional del libro de Bogotá (FILBO), Feria del Libro de Guadalajara (FIL), Feria Internacional del Libro de Buenos Aires, Feria Internacional del Libro de Guayaquil, Feria del Libro de Santiago de Chile (Filsa), Feria Internacional del Libro de Quito y Feria del Libro de Panamá.
A lo largo de su trayectoria ha participado en diversos proyectos a nivel tanto nacional como internacional entre los cuales se encuentran:

### Talleres
Algunos de los talleres más reconocidos de Beatriz Helena Robledo han sido:1986-1987. Talleres de capacitación en promoción de lectura y literatura infantil y juvenil dirigidos a maestros y bibliotecarios en diferentes ciudades del país. Asociación para el Libro Infantil y juvenil ACLIJ-Banco de la República. Bogotá.
1988. Talleres de capacitación y asesoría a promotores culturales y maestros de diferentes lugares del país. Fundación Rafael Pombo-Colcultura-Plan Nacional de Rehabilitación PNR.
2003. Talleres de promoción de lectura para niños y niñas invidentes. CERLALC-INCI. Bogotá.
2010. Talleres sobre derecho de autor para docentes: Los oficios de la imaginación. CERLALC/Ministerio de Educación de Uruguay. Montevideo, Uruguay, 2010
2013-2014. Tallerista proyecto Escritura creativa. Cerlalc-Ministerio de Cultura de Costa Rica. 
2013-2015. Talleres en literatura infantil y juvenil. Plan Lector S.M, Bogotá (2013-2015)

### Congresos y seminarios
Algunos de los múltiples eventos, congresos y seminarios en los que ha participado la autora como ponente y coordinadora son:
- Ponente en el Encuentro Iberoamericano de Literatura para niños y jóvenes. Comité Cubano de IBBY, La Habana, Cuba 1994
- Coordinadora del I Encuentro Iberoamericano de Bibliotecas Escolares. Centro Regional para el fomento del libro en América Latina, el Caribe, España y Portugal- CERLALC. Cartagena de Indias, Colombia, 2006
- Participación en seminario sobre programas de formación:  Trainin group en la Fundación Bill y Melinda Gates en el marco del programa Global Libraries,[16] Seattle, E.U.  2010
- Ponente en el I Congreso Iberoamericano de literatura infantil y juvenil organizado por la Fundación S.M. de España. Santiago de Chile, 2010.

### Consultoría
Beatriz Helena ha sido consultora de diversos proyectos e instituciones a lo largo de su carrera, entre los cuales se encuentran la ‘Fundación para el fomento de la lectura’ (2019-2020)  Fundalectura en Bogotá, el proyecto ‘Esferas Culturales’ (2016-2020) de Conarte en Monterrey, México. El ‘Plan Distrital de Lectura y Escritura de Bogotá: Leer es volar’ (2016) de la Secretaría de Educación y Cultura de Bogotá, el documento ‘Promoción de lectura y escritura en América Latina: seis experiencias de Save the Children’ (2015) de Save the Children en Canadá; Secretaría Técnica del programa de apoyo a la construcción de la Política de Primera infancia y la realización del II Foro Internacional de Primera Infancia. Instituto Colombiano de Bienestar Familiar ICBF- Bogotá, 2005. Coordinadora metodológica del proyecto Escojo la Palabra, CERLALC. Proyecto de lectura con desvinculados del conflicto armado en Colombia, Bogotá, 2002. Investigadora Principal en el Proyecto: Incidencia de la literatura infantil en la Formación de valores éticos y estéticos en la básica primaria, Instituto para la investigación educativa IDEP-Taller de Talleres. Bogotá, 1999. 

## Obras
Robledo ha incursionado en varios campos de la escritura: la investigación en el que ha abordado temas relacionados con la literatura infantil y juvenil, con procesos de formación lectora y formación de mediadores. La pedagogía, campo en el que ha escrito cartillas, manuales y guías para mediadores: padres y madres de familia, docentes y bibliotecarios. La ficción, en el que ha escrito cuentos y novelas para niños y jóvenes y un cuarto campo que comparte ambos territorios, (investigación y ficción) como son las biografías, las cuales han sido abordadas desde una perspectiva literaria.

### Investigación
- Los mejores relatos infantiles (Antología y estudio preliminar) Biblioteca Familiar Presidencia de la República. Bogotá, Presidencia de la República-Imprenta Nacional, 1997
- Por una escuela que lea y escriba. (Coautora).  Secretaría de Educación Distrital- Taller de Talleres, Bogotá, 1998
- Literatura infantil o una manera joven de leer literatura. Taller de Talleres, Bogotá, 1998
- Guías de lectura para docentes.  Serie Leo. Grupo Editorial Norma, Bogotá, 1998
- Al encuentro del lector.  (Coautora) Biblioteca Nacional-Taller de Talleres. Bogotá, 1999
- Literatura y Valores.  Taller de Talleres. Bogotá, 2000
- Literatura y valores.  (Investigadora principal) Instituto para la investigación educativa. IDEP-Taller de Talleres, Bogotá, 2000
- Poesía colombiana para jóvenes.  Prólogo y antología.  Editorial Alfaguara.  Bogotá, 2001
- Guía del animador de lectura.  (Coautora) UNICEF-Fundación Restrepo Barco. Bogotá, 2001
- Guía para docentes. Evaluación lectora. Editorial Norma, Bogotá, 2001
- Guía para docentes. Competencias escriturales. Editorial Norma, Bogotá, 2002
- Cartilla de Promoción de Lectura. Plan Nacional de Lectura y Biblioteca. Fundalectura, Ministerio de Cultura. Bogotá, 2005
- Narraciones y cuentos vueltiaos. Tejidos por niñas y niños de Sahagún. Fundación Promigas. Barranquilla, 2005
- Rafael Pombo, la vida de un poeta.  Biografía. Ediciones B. Bogotá, 2005
- Así somos. Tradiciones de Colombia para niños. Ediciones B, Bogotá, 2009
- El arte de la medicación.  Editorial Norma: Bogotá, 2010
- Viva la Pola.  Biografía de Policarpa Salavarrieta. Libro al Viento. Bogotá, 2010
- La literatura como espacio de comunicación y convivencia. Lugar Editorial, Buenos Aires, 2011
- Todos los danzantes…Panorama histórico de la literatura infantil y juvenil colombiana. Universidad del Rosario-Babel libros, Bogotá, 2012
- Las Bellas Artes. Rafael Pombo: poeta romántico, traductor, periodista, pedagogo. Universidad del Rosario-Babel Libros, Bogotá, 2012
- Hitos de la literatura infantil y juvenil iberoamericana. (Comp) Fundación SM-Banco de la República, Bogotá, 2013
- Rafael Pombo, ese desconocido. Random House Mondadori, Bogotá, 2013
- Cartilla Escuela, biblioteca escolar y padres de familia: tejiendo lazos para la formación de lectores y escritores. Plan Nacional de Lectura y Escritura: Leer es mi cuento. Ministerio de Educación Nacional. Bogotá, 2015
- Mi primer libro de poesía colombiana. Antología de poesía infantil. SM Ediciones: Bogotá, 2015
- María Cano: la Virgen Roja. Random House Mondadori. Bogotá, 2017
- El otro Simón. Editorial Planeta Colombiana. Bogotá, 2019

### Ficción
- Francis Drake. Cuento incluido en la antología Cuentos de pirata y corsarios. Bogotá: Coedición Latinoamericana Editorial Norma, 1990
- Siete cuentos maravillosos. Editorial Alfaguara. Bogotá, 2005
- Un día de aventuras: una historia con adivinanzas. Ediciones B, Bogotá, 2006
- Fígaro. Ediciones B. Bogotá: 2007. Reeditado por SM Educación, Bogotá, 2019
- Un acto de magia. Cuento. Comfamiliar del Atlántico. Barranquilla, 2000. Reeditado por Educar, Bogotá, 2010
- Flores blancas para papá. Ediciones SM. El Barco de Vapor, Bogotá, 2012
- Personajes con diversos trajes. Ediciones SM. Bogotá, 2012
- Lupe y Lolo. Rey Naranjo editores. Bogotá, 2015

## Reconocimientos
- Finalista Concurso Cuento de Navidad, Cuento de Navidad, Instituto Distrital de Cultura y Turismo, Bogotá, 1998
- Beca Colcultura de Investigación 1996, Literatura Infantil colombiana: medio siglo de olvido (1900-1950). Bogotá, 1996
- Beca de investigación, International Jugendbibliothek, Munchen, Alemania, 2000
- Finalista Concurso de Cuento. Cuento:  Un acto de magia, Comfamiliar del Atlántico, Barranquilla, 2000
- Beca Investigación Fernando Charry Lara, Panorama de la literatura infantil colombiana, Instituto Caro y Cuervo, Bogotá, 2006
- Finalista en la IV versión del Premio de Literatura infantil Barco de Vapor – BLAA 2011 con la novela juvenil Flores blancas para papá, 2011
- Mención de Honor a la novela juvenil Flores blancas para papá. Banco del libro de Venezuela. Caracas, 2014